# Paraheliophanus sanctaehelenae
Paraheliophanus sanctaehelenae är en spindelart som beskrevs av Clark, Benoit 1977. Paraheliophanus sanctaehelenae ingår i släktet Paraheliophanus och familjen hoppspindlar. Inga underarter finns listade i Catalogue of Life.